# Peristylus cryptostylus
Peristylus cryptostylus är en orkidéart som först beskrevs av Heinrich Gustav Reichenbach, och fick sitt nu gällande namn av Paul Ormerod. Peristylus cryptostylus ingår i släktet Peristylus och familjen orkidéer. Inga underarter finns listade i Catalogue of Life.